# Wehlgrund

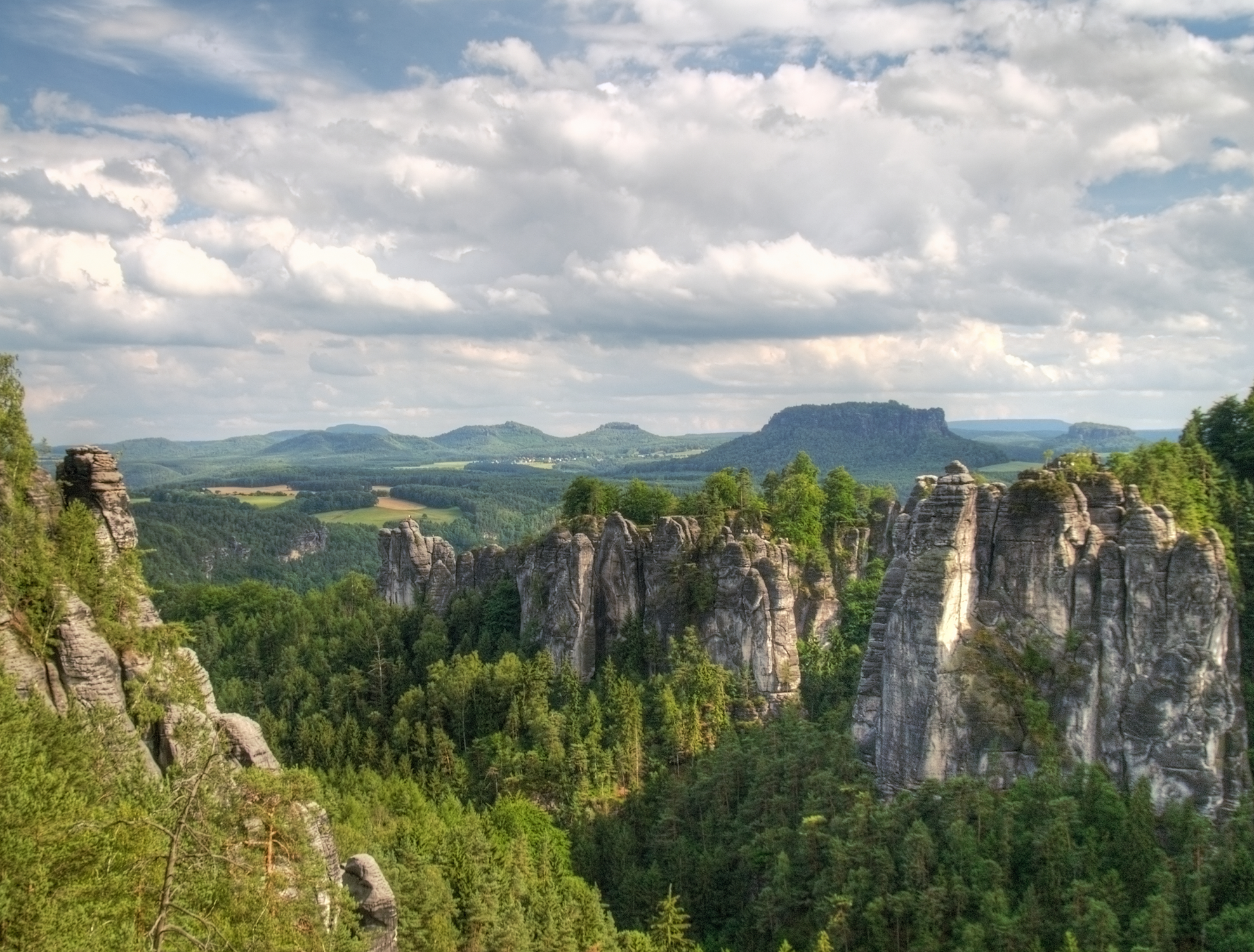
Blick von der Wehlgrundaussicht über den Wehlgrund zur Bastei und zum Lilienstein

Der Wehlgrund in der Sächsischen Schweiz ist ein rechtes Seitental des Amselgrundes, zwischen Basteimassiv und Kleiner Gans. In den steile Wände bildenden Felspartien des oberen Talbereichs und dem stark gegliederten Talschluss befindet sich die romantische und natürliche Kulisse der Felsenbühne Rathen. Der Talboden wird vom Wehlgrundbach durchflossen, der nach kurzem Verlauf oberhalb von Niederrathen in den Grünbach des Amselgrundes mündet. Nördlich der Felsenbühne bei den Gänsen ragt die imposante Wehlnadel auf, in der Nähe befinden sich auch die Wehltürme. Aus dem Wehlgrund führt die Rathener Treppe über 487 Stufen hinauf zur Bastei.